# Chrysitrix distigmatosa
Chrysitrix distigmatosa är en halvgräsart som beskrevs av Charles Baron Clarke, Friedrich Ludwig Diels och George August Pritzel. Chrysitrix distigmatosa ingår i släktet Chrysitrix och familjen halvgräs. Inga underarter finns listade i Catalogue of Life.